# سباستین لو پای
سباستین لو پای (انگلیسی: Sébastien Le Paih؛ زادهٔ ۴ نوامبر ۱۹۷۴) بازیکن فوتبال اهل فرانسه است.
از باشگاه‌هایی که در آن بازی کرده‌است می‌توان به باشگاه فوتبال آنژه، باشگاه فوتبال لوریان، باشگاه فوتبال لو مان، و باشگاه فوتبال نانت اشاره کرد.